# 厦门实验中学
厦门实验中学是厦门市政府为实施"美丽厦门"战略规划，岛内外一体化，厦漳泉三地同城化而新建的完全中学，是厦门市直属公办学校，位于厦门市新中心城区。学校占地面积154亩，建筑面积6万2千多平方米。学校与中国教育科学研究院合作办学，研究实验基础教育的新方法、新模式。其目标是办成厦门一流、省内外知名的现代化、实验性、示范性、国际化学校。
这是一所拥有高中部、初中部、小学部的全日制寄宿完全学校。校区位于中华人民共和国福建省厦门市同安区滨海西大道6666号。2018年3月，被福建省教育厅评为二级达标高中。著名教师有:张远科、王路、吴勇、黄明浩、马超等
现任校长为邵水平。

## 历史
1. 2018年2月23日 被福建省教育厅评选为福建省二级达标校[5]
2. 2021年3月22日 被福建省教育厅评选为福建省一级达标校[6]